# 미스 염의 순정시절
"미스 염의 순정시절"은 한국에서 제작된 김선경 감독의 1975년 영화이다. 염복순 등이 주연으로 출연하였고 강대진 등이 제작에 참여하였다.

## 출연

### 주연
- 염복순
- 홍성우
- 박원숙